# Мониторы типа «Каламазу»
Мониторы типа «Каламазу» (англ.  Kalamazoo-class) — серия из четырёх больших мореходных мониторов, заложенных для военно-морского флота США в конце Гражданской войны в Америке. Создавались для океанской службы. В ноябре 1865 года в связи с окончанием военных действий постройка кораблей была приостановлена и в дальнейшем не возобновлялась. Недостроенные мониторы хранились на стапелях как резерв на случай вступления США в новую войну; в 1874—1884 списаны и разобраны на лом.

## История
В 1863 году, накопив опыт применения мониторов в боевых операциях, командование американского флота решило построить серию больших мореходных башенных броненосцев, пригодных как к береговой обороне, так и к действиям в открытом море. Так как предпочитаемые Джоном Эрикссоном однобашенные мониторы, вооруженные всего двумя орудиями, командование флота считало недостаточно мощными, заказ на разработку проекта был передан Бенджамину Ф. Делано, известному кораблестроителю из Нью-Йорка. Согласно требованиям, подготовленным Бюро Кораблестроения и Ремонта, мониторы должны были нести основное вооружение в двух вращающихся башнях, иметь бронирование толщиной до 250 миллиметров, надводный борт высотой не менее метра и нести достаточно угля для недельного оперирования в океане.
Проект, подготовленный в конце 1863 года, представлял собой развитие уже строящихся двухбашенных мониторов типа «Миантономо». Новые корабли должны были иметь увеличенные размеры, более длинный, обтекаемый корпус и несколько большую осадку. Они также должны были быть мощнее защищены и иметь более высокий надводный борт. Три первых корабля были заложены на военно-морских верфях Бруклина, Портсмута и Филадельфии осенью 1863, четвёртый — в апреле 1864 года в Бостоне.

## Конструкция
Мониторы типа «Каламазу» строились из дерева и обшивались железной броней. Они имели полную длину по ватерлинии 105,3 метра, наибольшую ширину — 17,3 метра и осадку 5,3 метра. Полное водоизмещение мониторов составляло 5600 тонн.
Мониторы этого типа были типичными американскими мониторами с низким (около 0,9 метра над водой) надводным бортом и гладкой палубой без надстроек. Их вооружение размещалось в двух вращающихся башнях. Помимо башен над палубой монитора выступали только две дымовые трубы и выпускной патрубок вентилятора. Согласно проекту, между башнями должна была быть размещена легкая подвесная палуба, служащая для улучшения обитаемости кораблей при свежей погоде. Неподвижные боевые рубки устанавливались на крыше башен, удерживаемые в неподвижном положении центральным стержнем.
В отличие от предшествующей серии «Миантономо», мониторы типа «Каламазу» имели характерный для кораблей Эрикссона выступ борта в верхней части; деревянная подкладка под броневым поясом не являлась частью корпусных конструкций а выдавалась за пределы борта. Считалось, что такая конструкция соответствует лучшей защите от протечек при попадании снарядов в пояс, и кроме того, выступающий борт предоставлял некоторую защиту от таранных атак.

### Вооружение
Вооружение мониторов типа «Каламазу» по проекту должно было состоять из четырех тяжелых гладкоствольных пушек, установленных попарно в двух вращающихся башнях. Орудия эти были чрезвычайно тяжелыми 380-миллиметровыми гладкоствольными дульнозарядными пушками Дальгрена. При собственном весе в 19,5 тонн каждое орудие стреляло круглым железным или стальным ядром весом в 200 килограмм на дистанцию до 2000 метров; также орудия могли стрелять фугасными бомбами весом 163 кг или зарядами картечи из сотни килограммовых картечин в жестяной банке.
Для своего времени это были чрезвычайно мощные орудия; однако, из-за гладкого ствола и сферического снаряда, их эффективность быстро уменьшалась с расстоянием. По опыту Гражданской Войны в США орудия подобного типа могли с расстояния в 200—300 метров проломить два слоя 50 миллиметровых кованых железных плит, установленных под углом в 30 градусов от горизонтали (эквивалент вертикальной брони толщиной в 200 миллиметров); однако, следует учитывать, что броня кораблей южан была плохого качества. В целом, для небольших дистанций, характерных в сражениях броненосных флотов 1860-х эти орудия были вполне эффективны, но с появлением в 1870-х тяжелой нарезной артиллерии быстро устарели.
Точно не известно, пересматривалось ли вооружение кораблей в те два десятилетия, которые они провели на стапелях. В 1864—1867 годах Дальгрен разработал несколько типов крупнокалиберных нарезных орудий (калибром около 305 миллиметров), которые могли быть установлены вместо гладкоствольных 380-миллиметровых пушек, но из-за нехватки средств орудия не были приняты на вооружение. В середине 1870-х американский флот, озабоченный устареванием своей гладкоствольной тяжёлой артиллерии, переделал несколько десятков гладкоствольных 250-миллиметровых пушек Дальгрена в нарезные 203-миллиметровые орудия; однако, нет сведений что какие-либо мониторы были перевооружены подобным образом.

### Бронирование
Бронирование кораблей типа «Каламазу» было разработано с учетом опыта военных действий. Весь надводный борт мониторов должен был быть защищен броневым поясом высотой 1,4 метра; при высоте надводного борта около одного метра, пояс уходил на 0,4 метра ниже ватерлинии.
Пояс набирался из двух наложенных друг на друга слоев кованых железных плит, толщиной 75 миллиметров каждый. Общая толщина бортовой брони, таким образом, должна была составлять около 140 миллиметров; однако, реальная стойкость двуслойной брони была бы ниже чем у сплошных плит такой же толщины. Броневые плиты закреплялись на деревянной подкладке, изготовленной из тика, толщина которой достигала 400 миллиметров.
Палуба мониторов была защищена одним слоем 75 миллиметровых кованых железных плит, что считалось достаточным для защиты от орудий того времени на небольших дистанциях боя. Палубная броня опиралась на 150 миллиметровую тиковую подкладку.
Башни мониторов должны были быть защищены слоистой броней из 25 миллиметровых железных плит, наложенных друг на друга. Применение слоистой брони — как на предшествующих мониторах — было связано с тем, что промышленность США испытывала трудности с производством гнутых железных плит большой толщины. Точное число слоев броневой защиты неизвестно; называются цифры от десяти (что соответствовало 250 миллиметрам общей толщины) и до пятнадцати (соответственно 380 миллиметров). Слоистая броня обладала меньшей сопротивляемостью, чем сплошная той же толщины, но была проще в ремонте.

### Силовая установка
Мониторы типа «Каламазу» должны были приводиться в движение двумя горизонтальными паровыми машинами прямого действия, работавшими на два винта. Восемь цилиндрических котлов паровозного типа должны были обеспечить мощность до 2000 л.с.; согласно расчетам флота, этого хватило бы для поддержания 10-узловой скорости хода. Запас угля на борту должен был составлять 510 тонн, чего, теоретически, хватало для недельного крейсирования на полной мощности.

## В серии
Все корабли серии были переименованы в 1869 году.
- «Каламазу» — с 15 июня 1869, «Колоссус»
- «Пассаконава» — с 15 июня 1869, «Громовержец»; с 10 августа 1869 «Массачусетс»
- «Куинсигамон» — с 15 июня 1869, «Геркулес»; с 10 августа 1869 «Орегон»
- «Саскамаксон» — с 15 июня 1869, «Гекла»; с 10 августа 1869 «Небраска»

## Судьба кораблей
Заложенные в 1863—1864, мониторы типа «Каламазу» не были готовы к концу войны. Постройка их, из-за низкой приоритетности крупных океанских кораблей, не способных действовать на мелководьях мятежных штатов, продвигалась довольно медленно и к концу 1865 года корабли не были даже спущены на воду.
17 ноября 1865 года, Конгресс распорядился приостановить работы на не спущенных на воду кораблях — в том числе всех четырех мониторах типа «Каламазу» и большом мониторе «Пуританин» — и законсервировать недостроенные корабли на будущее. Подобная практика (в мирное время держать недостроенные тяжелые корабли на стапелях, чтобы в случае военной угрозы быстро спустить их на воду и достроить) была привычной для американского флота; стоящие на стапелях корабли меньше гнили и не изнашивались, и не требовали средств на поддержание. Построенных во время войны мониторов более чем хватало для обороны американского побережья от нападения, для повседневной же службы — патрулирования, демонстрации флага, защиты американских интересов — более подходили мореходные корветы и шлюпы.
Четыре монитора остались стоять на стапелях почти на два десятилетия. В 1869 году, адмирал Портер, используя своё влияние на нового военно-морского секретаря Адольфа Боэра, распорядился достроить «Каламазу» (переименованный в «Колоссус») как казематный высокобортный броненосец, вооруженный десятью тяжелыми орудиями и имеющий полное парусное вооружение. Однако, работы так и не были начаты, и в августе 1869, новый военно-морской секретарь Джордж Робсон отменил проект.
В 1873 году, когда в связи с инцидентом «Вирджиниуса» возникла угроза войны между США и Испанией, стоявшие на стапеле мониторы были проинспектированы флотом. Инспекция показала, что «Колоссус» (бывший «Каламазу») находится в неважном состоянии, и он был списан в 1874. Три же других корабля были признаны удовлетворительными и были подготовлены планы их экстренной достройки по улучшенному проекту на случай войны с Испанией. Однако, кризис разрешился мирным путём.
В 1881 году, во время проведенной военно-морским новым секретарем Уильямом Хантом инвентаризации флота, старые мониторы с деревянными корпусами были признаны безнадежно устаревшими и не имеющими практической ценности. В 1884 году, все три оставшихся «Каламазу» были разобраны на лом.

## Оценка проекта
Мониторы типа «Каламазу» должны были стать венцом развития американских мониторов времен Гражданской Войны в Америке. В конструкции этих кораблей был учтен опыт боевых действий, и в отличие от менее удачных океанских мониторов, спроектированных Эрикссоном (таких как USS Dictator), мониторы типа «Каламазу» имели более реалистичные ходовые характеристики.
Будь эти корабли достроены своевременно, их мощное вооружение и защищенность сделали бы их одними из сильнейших броненосцев того времени. Однако, их эффективность сильно ограничивала бы недостаточная мореходность; как и все попытки создать низкобортный башенный броненосец, мониторы типа «Каламазу» могли бы без особых затруднений совершать океанские переходы, но сражаться в открытом море могли лишь ограниченно. Их орудийные порты располагались примерно в 2-х метрах над ватерлинией, что придавало бы кораблям несколько лучшую способность применять орудия при волнении, чем у предшествующих типов, но все же не делало их полностью океанскими кораблями. Наконец, расчетная 10-узловая скорость была недостаточна для мореходных кораблей.
В целом, мониторы типа «Каламазу» завершили развитие классического океанского монитора в США; дальнейшее развитие низкобортных башенных броненосцев было осуществлено в Великобритании и России.